# Київський воєвода
Ки́ївський воєво́да (лат. Palatinus Kioviensis, пол. Wojewoda kijowski) — регіональний уряд (посада) у Великому князівстві Литовському (до 1569) й Короні Польській Речі Посполитої. Голова Київського воєводства та один із його сенаторів — представників воєводства в Сенаті Речі Посполитої. Існувала з 1471 до 1793 року. Місце резиденції воєводи — Київ. З 1667 року, після втрати Річчю Посполитою Києва, резиденцію було перенесено до Житомира.

## Воєводи

### Велике князівство Литовське
| 1430-ті                                  | Юрша Іванович     |
| з роду Юршів                             |                   |
|                                          |                   |
| 1471—1480                                | Мартин Гаштольд   |
| з роду Гаштольдів гербу Абданк.          |                   |
|                                          |                   |
| 1480—1482                                | Іван Ходкевич     |
| з роду Ходкевичів власного гербу Гриф.   |                   |
|                                          |                   |
| 1483—1492                                | Юрій Пац          |
| з роду Паців гербу Годзава.              |                   |
|                                          |                   |
| 1492—1505                                | Дмитро Путятич    |
| з роду Путятичів власного гербу.         |                   |
|                                          |                   |
| 1505—1507                                | Іван Глинський    |
| з князів Глинських власного гербу.       |                   |
|                                          |                   |
| 1507—1508                                | Юрій Монтовтович  |
| з роду Монтовтовичів гербу Монтовт.      |                   |
|                                          |                   |
| 1508—1511                                | Юрій Гольшанський |
| з князів Гольшанських гербу Гіпоцентавр. |                   |

| 1511—1514                                  | Юрій Радзивілл               |
| з роду Радзивіллів гербу Труби.            |                              |
|                                            |                              |
| 1514—1541                                  | Андрій Немирович             |
| з роду Немировичів гербу Яструбець.        |                              |
|                                            |                              |
| 1542—1544                                  | Іван Гольшанський            |
| з князів Гольшанських гербу Гіпоцентавр.   |                              |
|                                            |                              |
| 1544—1555                                  | Семен (Фридерик) Пронський   |
| з князів Пронських гербу Погоня Литовська. |                              |
|                                            |                              |
| 1555—1559                                  | Григорій Ходкевич            |
| з роду Ходкевичів власного гербу Гриф.     |                              |
|                                            |                              |
| 1559—1569                                  | Констянтин-Василь Острозький |
| з князів Острозьких власного гербу.        |                              |

### Корона Польська Речі Посполитої
| 1569—1608                                                     | Констянтин-Василь Острозький |
| з роду Острозьких власного гербу.                             |                              |
|                                                               |                              |
| 1608—1618                                                     | Станіслав Жолкевський        |
| з роду Жолкевських гербу Любич.                               |                              |
|                                                               |                              |
| 1619—1628                                                     | Томаш Замойський             |
| з роду Замойських гербу Єліта.                                |                              |
|                                                               |                              |
| 1628—1629                                                     | Олександр Заславський        |
| з роду Заславських власного гербу.                            |                              |
|                                                               |                              |
| 1629—1630                                                     | Стефан Хмелецький            |
| з роду Хмелецьких гербу Бонча.                                |                              |
|                                                               |                              |
| 1630—1649                                                     | Януш Тишкевич                |
| з роду Тишкевичів гербу Леліва.                               |                              |
|                                                               |                              |
| 1649—1653                                                     | Адам Кисіль                  |
| з роду Кисилів гербу Намет.                                   |                              |
|                                                               |                              |
| 1655—1658                                                     | Станіслав «Ревера» Потоцький |
| з роду Потоцьких гербу Пилява. Гетьман польний коронний.      |                              |
|                                                               |                              |
| 1658—1659                                                     | Ян «Собіпан» Замойський      |
| з роду Замойських гербу Єліта.                                |                              |
|                                                               |                              |
| 1659—1664                                                     | Іван Виговський              |
| з роду Виговських гербу Абданк. Гетьман Війська Запорозького. |                              |
|                                                               |                              |
| 1664—1665                                                     | Стефан Чарнецький            |
| з роду Чарнецьких гербу Лодзя.                                |                              |

| 1665—1668                                                | Міхал-Єжи Станіславський    |
| з роду Станіславських гербу Гриф.                        |                             |
|                                                          |                             |
| 1668—1681                                                | Анджей Потоцький            |
| з роду Потоцьких гербу Пилява.                           |                             |
|                                                          |                             |
| 1681—1682                                                | Фелікс Казимир Потоцький    |
| з роду Потоцьких гербу Пилява. Великий гетьман коронний. |                             |
|                                                          |                             |
| 1682—1684                                                | Степан Немирич              |
| з роду Немиричів гербу Клямри.                           |                             |
|                                                          |                             |
| 1684—1702                                                | Марцін Контський            |
| з роду Контських гербу Брохвич.                          |                             |
|                                                          |                             |
| 1702—1744                                                | Юзеф Потоцький              |
| з роду Потоцьких гербу Пилява.                           |                             |
|                                                          |                             |
| 1744—1756                                                | Станіслав Потоцький         |
| з роду Потоцьких гербу Пилява.                           |                             |
|                                                          |                             |
| 1756—1772                                                | Франц Салезій Потоцький     |
| з роду Потоцьких гербу Пилява.                           |                             |
|                                                          |                             |
| 1772—1785                                                | Станіслав Любомирський      |
| з роду Любомирських гербу Шранява. Брацлавський воєвода. |                             |
|                                                          |                             |
| 1785—1791                                                | Юзеф-Ґабріель Стемпковський |
| з роду Стемпковських гербу Сухекомнати.                  |                             |
|                                                          |                             |
| 1791—1793                                                | Антоній Протазій Потоцький  |
| з роду Потоцьких гербу Пилява.                           |                             |

### Московське царство / Російська імперія
З другої половини XVII століття Московське царство призначало київських городових воєвод, що були комендантами російського гарнізону в місті. Це продовжилося і з 1721 року, моменту проголошення її Російською імперією.